# Zygmunt Filipowicz (muzealnik)
Zygmunt Filipowicz (ur. 13 kwietnia 1931 w Raczkach, zm. 4 września 2013 w Augustowie) – polski dziennikarz, działacz społeczno-kulturalny i muzeolog. Znawca kultury i historii Suwałk. W latach 1962–1998 dyrektor Muzeum Okręgowego w Suwałkach.

## Życiorys[1]
Ukończył Szkołę Podstawową w Raczkach, a następnie w 1951 Szkołę Ogólnokształcącą stopnia Podstawowego i Liceum Towarzystwa Przyjaciół Dzieci w  Suwałkach (obecnie I Liceum Ogólnokształcące im. Marii Konopnickiej), zdobywając kwalifikacje nauczycielskie. W  latach 1951–1953 pracował jako nauczyciel w szkole w Krasnopolu, następnie jako jej kierownik. W 1953 zdał egzamin i rozpoczął studia dzienne na Wydziale Dziennikarstwa Uniwersytetu Warszawskiego. W 1957 uzyskał tytuł magistra dziennikarstwa. Powrócił na Suwalszczyznę i podjął pracę w Komitecie Powiatowym PZPR jako kierownik Oddziałowej Organizacji Partyjnej, a od 1959 do sierpnia 1962 jako sekretarz propagandy. 1 września 1962 objął funkcję dyrektora Muzeum Regionalnego w Suwałkach (od 1965 roku Muzeum Ziemi Suwalskiej), a od lipca 1975 dyrektora Muzeum Okręgowego, którą pełnił przez blisko 36 lat, do przejścia na emeryturę w końcu maja 1998. Sprowadził do muzeum pierwsze obrazy Alfreda Wierusza-Kowalskiego. Z jego inicjatywy powstało Muzeum im. Marii Konopnickiej (otwarte w 1973).
Był sekretarzem redakcji Studiów i materiałów do dziejów Suwalszczyzny, pierwszego naukowego opracowania o regionie, które wydało w 1965 Białostockie Towarzystwo Naukowe pod redakcją Jerzego Antoniewicza. Uczestniczył jako organizator prac badawczych i autor. Był współzałożycielem powstałego w 1970 Stowarzyszenia Społeczno-Kulturalnego „Suwalszczyzna” (obecnie Stowarzyszenie Przyjaciół Suwalszczyzny), którego został prezesem (pełnił tę funkcję do śmierci). Był członkiem Zarządu Głównego Towarzystwa im. Marii Konopnickiej, a w latach 1984–1989 członkiem Narodowej Rady Kultury. Od 1986 posiadał uprawnienia przewodnika turystycznego na teren Województwa Suwalskiego. Ukończył dwuletnie Studium Podyplomowe Muzealnictwa Uniwersytetu Warszawskiego. Był radnym Powiatowej Rady Narodowej w Suwałkach i Wojewódzkiej Rady Narodowej w Białymstoku, w latach 1995–2000 radnym Rady Miejskiej w Suwałkach z listy Komitetu Wyborczego „Moje Miasto”. Organizował m.in. sesje naukowe poświęcone Alfredowi Wieruszowi-Kowalskiemu i 60. rocznicy zbrodni katyńskiej. Z jego inicjatywy odsłonięto w 2004 tablicę upamiętniającą urodzonego w Suwałkach działacza konspiracji z czasów II wojny światowej – Zdzisława Maszewskiego.
W 1960 poślubił Irenę Budnik, historyka-archiwistę, z którą miał trzech synów (Sławomira, ur. 1963; Jarosława, ur. 1965 i Lesława, ur. 1969). Całe dorosłe życie mieszkał w Suwałkach. Zmarł 4 września 2013  w szpitalu w Augustowie.

## Publikacje
Jest autorem książek: 
- Suwalskie lata Marii Konopnickiej (od 1976 roku sześć wydań)
- Suwalszczyzna – panorama turystyczna (1980)
- Suwałki i okolice: przewodnik (1984)

## Odznaczenia i nagrody

### Odznaczenia
- Srebrny Krzyż Zasługi (1969)

- Złoty Krzyż Zasługi (1974)
- Medal 30-lecia Polski Ludowej (1974)
- Krzyż Kawalerski Orderu Odrodzenia Polski (1984)
- Medal 40-lecia Polski Ludowej (1984)

### Nagrody
- Nagroda Prezydium Wojewódzkiej Rady Narodowej w Białymstoku Za osiągnięcia w dziedzinie muzealnictwa i popularyzację postępowych tradycji Suwalszczyzny (1965)
- Nagroda „Za zasługi w upowszechnianiu wiedzy o Suwalszczyźnie” (1973)
- Nagroda „Trybuny Ludu” Za osiągnięcia w dziedzinie upowszechniania kultury, a zwłaszcza za inicjatywę rozbudowy i rozszerzenia działalności Muzeum Okręgowego w Suwałkach (1975)
- Wyróżnienie w Konkursie im. Zygmunta Glogera w Łomży Za stworzenie i wieloletnie prowadzenie Muzeum im. Marii Konopnickiej w Suwałkach oraz książki o  Suwalszczyźnie i Marii Konopnickiej (1998)
- Laureat plebiscytu na Osoby zaangażowane na rzecz rozwoju i promocji Suwałk w latach 1990–1999 zorganizowanego przez „Tygodnik Suwalski” (2000)
- Uhonorowany tytułem „Zasłużony dla Miasta Suwałk” (2001)